# Romsey
Romsey es una localidad situada en el condado de Hampshire, en Inglaterra (Reino Unido), con una población estimada a mediados de 2016 de 17 107 habitantes.
Se encuentra ubicada al sur de Inglaterra, a 11 km al noroeste de la ciudad de Southampton, a 18km al suroeste de la ciudad de Winchester, la capital del condado, y a 27km al sureste de Salisbury. Además también está en las afueras del New Forest, declarado Parque Real por Guillermo el Conquistador. 
Romsey pertenece al distrito de Test Valley y es atravesada por el río Test, famoso mundialmente entre los aficionados a la pesca con mosca.
Romsey ha sido hogar de varios personajes ilustres: el filósofo y economista del siglo XVII William Petty, el Primer Ministro británico del siglo XIX Lord Palmerston y también, el oficial de la marina y hombre de Estado Louis Mountbatten, Primer Conde de Mountbatten de Birmania, que vivió en Broadlands. 
La Abadía de Romsey es la iglesia parroquial más grande de Hampshire pero otros edificios notables incluyen: un pabellón de caza del siglo XIII, una hostería del siglo XVIII y una alhóndiga (casa de la bolsa) del siglo XIX.